# 모뉴먼츠 맨: 세기의 작전
《모뉴먼츠 맨: 세기의 작전》(The Monuments Men)은 2014년 공개된 전쟁 드라마 영화로, 조지 클루니가 그랜트 헤슬로브와 같이 만들었다.

## 줄거리
2차 세계대전 중, 연합군이 이탈리아에서 나치 세력을 몰아내는 데 성공하자, 프랭크 스토크스는 루스벨트 대통령에게 서구 문명의 예술적 보물들이 사라진다면 승리는 무의미하다고 설득한다. 이에 스토크스는 미술관장, 큐레이터, 미술사학자, 건축가 등으로 구성된 "모뉴먼츠 맨" 부대를 조직하여 연합군을 지원하고 나치가 파괴하거나 훔친 예술품들을 찾아 되돌려주는 임무를 맡게 된다.
프랑스 점령 지역에서 큐레이터 클레어 시몬은 나치 장교 빅토르 슈탈이 히틀러의 박물관이나 고위 지휘관의 사유 재산을 위해 미술품을 훔치는 것을 돕도록 강요받는다. 연합군이 파리에 가까워지자, 슈탈이 그녀의 갤러리 소장품을 독일로 가져가려고 하자 시몬은 그를 막으려 하지만 기차에 실려 떠나는 것을 지켜볼 수밖에 없다.
모뉴먼츠 맨 부대는 연합군 장교들이 임무의 중요성을 이해하지 못하고 병력 손실을 꺼려 협조를 얻기 힘든 상황에 직면한다. 부대는 여러 팀으로 나뉘어 작전을 수행하고, 제임스 그레인저는 시몬을 만나지만 그녀는 미국인들이 훔친 예술품을 차지하려 한다고 의심하며 협력을 거부한다. 영국 장교 도널드 제프리스는 미켈란젤로의 '브뤼헤의 마돈나'를 구하려다 목숨을 잃는다.
리처드 캠벨과 프레스턴 새비츠는 반 에이크의 '겐트 제단화'가 겐트 대성당에서 옮겨졌지만 트럭이 저지당해 패널이 도난당한 사실을 알게 된다. 그들은 결국 농부로 위장한 빅토르 슈탈을 체포하고, 그의 집에서 발견된 미술품들이 걸작임을 확인한다.
월터 가필드와 장 클로드 클레르몽은 길을 잃고 교전 중 클레르몽이 치명상을 입고 사망한다. 그 사이 시몬은 나치가 독일의 몰락 시 모든 것을 파괴하라는 네로 명령을 보게 되고, 그레인저가 유대인 가족에게 도난당한 그림을 돌려주는 모습을 목격하며 마음을 바꿔 협력하기로 한다. 그녀는 도난당한 예술품과 소유자에 대한 귀중한 정보가 담긴 장부를 제공한다.
모뉴먼츠 맨은 미술품이 광산과 성에 숨겨져 있다는 것을 알게 되지만, 소련이 전후 배상금으로 독일 점령 지역의 미술품을 압수하려 한다는 사실도 알게 된다. 한편, 베그너 대령은 미술품들을 조직적으로 파괴하고 있다. 모뉴먼츠 맨은 1만 6천 점 이상의 예술품이 숨겨진 광산을 발견하고, 나치 독일 국고의 금 보유고 전체를 압수하는 등 일부 성과를 거둔다.
전쟁이 끝나갈 무렵, 모뉴먼츠 맨은 파괴된 것으로 보이는 오스트리아의 한 광산을 발견한다. 그러나 사실 지역 주민들이 나치의 파괴를 막기 위해 입구를 막았던 것으로 밝혀진다. 그들은 소련군이 도착하기 전에 조각품, '겐트 제단화', '마돈나와 아기'를 포함한 최대한 많은 미술품을 옮긴다.
스토크스는 트루먼 대통령에게 방대한 양의 예술품과 문화재를 회수했다고 보고하고, 추가 탐색과 복원을 위해 유럽에 머물고 싶다고 요청한다. 트루먼은 스토크스에게 그가 잃은 병사들의 목숨이 예술품을 위한 가치가 있었느냐고 묻고, 스토크스는 그렇다고 대답한다. 마지막 장면에서, 노년의 스토크스는 손자와 함께 '브뤼헤의 마돈나'를 보며 그들의 희생이 헛되지 않았음을 보여준다.

## 배역
- 조지 클루니 - 조지 L. 스토욱스 역
- 맷 데이먼 - 제임스 그레인저 역
- 빌 머리 - 리처드 캠벨 상사 역
- 존 굿먼 - 월터 가필드 상사 역
- 장 뒤자르댕 - 장클로드 클레르몽 중위 역
- 밥 발라반 - 프레스턴 새비츠 일병 역
- 휴 보너빌 - 도널드 제프리스 소령 역
- 케이트 블란쳇 - 클레어 시몬느 역
- 샘 헤이즐딘 - 랭턴 대령 역
- 디미트리 레오니다스 - 샘 엡스타인 역
- 홀거 한트케 - 베그너 대령 역

## 같이 보기
- 우먼 인 골드